# Thomas Wentworth Higginson
Thomas Wentworth Higginson (Cambridge, 22 dicembre 1823 – Cambridge, 9 maggio 1911) è stato un politico e patriota statunitense.
Si è contraddistinto già durante la guerra civile come colonnello, durante questi anni comprese la situazione degli schiavi e dedicò tutta la sua vita ai diritti e alla libertà della gente oppressa dalla schiavitù.

## Biografia
Dopo una vita studentesca passata alla Harvard si sposa con Mary Elizabeth Channing, durante la guerra civile iniziò come capitano, dopo essersi ripreso da una ferita in guerra diventò colonnello, amico di Emily Dickinson con cui corrispondeva attraverso lettere. Conobbe, e le fu amico e mentore, anche la scrittrice Harriet Elizabeth Prescott Spofford (1835-1921).
Fu uno dei Secret Six amico di John Brown (attivista) e sostenitore del piano in preparazione del raid di John Brown contro Harpers Ferry.

## Opere
Higginson è stato anche uno scrittore, fra le opere pubblicate si ritrovano:
- Outdoor Papers (1863)
- Army Life in a Black Regiment (1869)
- Malbone: an Oldport Romance (1869)
- A Larger History of the United States of America to the Close of President Jackson's Administration (1885)
- The Monarch of Dreams (1886)
- Travellers and Outlaws (1889)
- The Afternoon Landscape (1889),
- Concerning All of Us (1892)
- The Procession of the Flowers and Kindred Papers (1897)
- A Readers History of American Literature (1903)
- Life and Times of Stephen Higginson (1907)

Higginson inoltre ha pubblicato molte piccole biografie di vari personaggi del tempo.